# Rhamnella gilgitica
Rhamnella gilgitica là một loài thực vật có hoa trong họ Táo. Loài này được Mansf. & Melch. miêu tả khoa học đầu tiên năm 1940.